# Алешинка (Жуковський район)
Алешинка (рос. Алешинка) — присілок в Жуковському районі Калузької області Російської Федерації.
Населення становить 30 осіб. Входить до складу муніципального утворення Місто Бєлоусово.

## Історія
Від 2004 року входить до складу муніципального утворення Місто Бєлоусово

## Населення
| 2002 | 2010 |
| ---- | ---- |
| 8    | ↗17  |